# Christophe Darmangeat
 (février 2025).
Motif : Sources secondaires centrées insuffisantes.
- Archive Wikiwix
- Bing
- Cairn
- DuckDuckGo
- E. Universalis
- Gallica
- Google
- G. Books
- G. News
- G. Scholar
- Persée
- Qwant
- (zh) Baidu
- (ru) Yandex
- (wd) trouver des œuvres sur Wikidata

| 1. | Préciser le motif de la pose du bandeau. | Précisez le motif de la pose du bandeau en utilisant la syntaxe suivante : {{admissibilité à vérifier\|date=août 2025\|motif=remplacez ce texte par le motif}}                             |
| 2. | Informer les utilisateurs concernés.     | Pensez à avertir le créateur de l'article, par exemple, en insérant le code ci-dessous sur sa page de discussion : {{subst:avertissement admissibilité à vérifier\|Christophe Darmangeat}} |

Christophe Darmangeat est un économiste et un anthropologue français.
Docteur en économie, il s’est orienté par la suite vers l’anthropologie sociale. Il s'attache à actualiser les raisonnements marxistes sur les thèmes de la domination masculine, notamment sur l’évolution des rapports de genre et la notion de matriarcat en archéologie.
Il étudie les structures sociales des chasseurs-cueilleurs, la formation des inégalités et des hiérarchies ou encore le progrès technique, en analysant le cas des aborigènes d'Australie. Spécialiste des différentes formes de violence dans des sociétés non-étatiques,  de chasseurs cueilleurs et de petits cultivateurs, il analyse les formes de guerre au cours de l'histoire,.
Il publie des travaux comparatif sur la théorie de la valeur (entre marxisme, école classique et école néoclassique).
Il anime par ailleurs la Hutte des Classes, blog consacré à ses recherches en anthropologie sociale et préhistoire.

## Publications
- L'énigme du profit, Paris, La ville brûle, 2024.
- Aux origines du genre, avec Anne Augereau, Paris, PUF, 2022.
- Le communisme primitif n'est plus ce qu'il était: Aux origines de l'oppression des femmes, 3e édition, Toulouse, Smolny, 2022.
- Justice et guerre en Australie aborigène, Toulouse, Smolny, 2021.
- Le Profit déchiffré, Paris, La ville brûle, 2016.
- Conversation sur la naissance des inégalités, Marseille, Agone, 2013.